# Denis Morin
Denis Morin (ur. 6 września 1956 roku w Elbeuf) – francuski kierowca wyścigowy.

## Kariera
Morin rozpoczął karierę w międzynarodowych wyścigach samochodowych w 1978 roku od startów we Francuskiej Formule Renault. Z dorobkiem 24 punktów uplasował się tam na dziewiątej pozycji w klasyfikacji generalnej. W późniejszych latach pojawiał się także w stawce World Challenge for Endurance Drivers, World Championship for Drivers and Makes, Niemieckiej Formuły 3, Francuskiej Formuły 3, Europejskiej Formuły 3, Grand Prix Monako, FIA World Endurance Championship, Europejskiego Pucharu Formuły 3, European Touring Car Championship, World Touring Car Championship, 24-godzinnego wyścigu Le Mans, World Sports-Prototype Championship oraz Sportscar World Championship.